# Omnibusbetrieb Gustav Wetzel
Die Omnibusbetrieb Gustav Wetzel KG war ein Busunternehmen mit Sitz in Cammer in Potsdam-Mittelmark.

## Geschichte
Das Unternehmen wurde im Jahr 1935 von Gustav Wetzel gegründet. Schon von Anfang an unterhielt es eine regelmäßige Busverbindung nach Bad Belzig, die bis zum Fortschreiten des Zweiten Weltkriegs betrieben wurde. 1948 wurde der Personennahverkehr wieder aufgenommen, gleichzeitig wurde die Linie über Lehnin nach Potsdam verlängert. In den 1950er Jahren wurde der Busbetrieb Gustav Wetzel in eine Kommanditgesellschaft (kurz KG) umgewandelt. In den 1960er und 1970er Jahren entwickelte sich das Unternehmen wegen des Schülerverkehrs zu einer Firma mit nun 27 Angestellten. Nach dem Fall der Mauer schrumpfte das Unternehmen, es hatte zu diesem Zeitpunkt nur sieben Mitarbeiter und sechs Busse, die alle über 20 Jahre alt waren. Kurze Zeit später ging es mit dem Unternehmen wieder bergauf, 1996–1997 erfolgte der Neubau des Büro- und Sozialtraktes und der Neubau der Multifunktionshalle. Im Jahr 2017 übernahm der Omnibusbetrieb außerdem einige Umläufe des Shuttle zur IGA Berlin, und zu den Weihnachtsmärkten in Berlin-Spandau und Leipzig. Zuletzt hat das Unternehmen 11 festbeschäftigte Mitarbeiter und 11 Busse. Es betrieb Linienverkehr in der Region sowie Fahrten im Gelegenheits- und Reiseverkehr. Im Jahr 2020 wurde bekannt, dass die Leistungen von Gustav Wetzel an die Regiobus Potsdam-Mittelmark GmbH abgegeben werden. So wurde das Unternehmen aufgelöst und ist auch nicht mehr Mitglied im Verkehrsverbund Berlin-Brandenburg.

## Betriebsbereiche

### Linienverkehr
Die Omnibusbetrieb Wetzel betrieb als Subunternehmer von der Regiobus Potsdam-Mittelmark fünf Buslinien sowohl für den Schüler- als auch für den Normalverkehr.

### Sonstige Busverkehre
Die Omnibusbetrieb Wetzel bot neben dem Linienverkehr auch Gelegenheits- und Reiseverkehr an.